# Plaça Major de Figuerola d'Orcau
La Plaça Major de Figuerola d'Orcau és una obra de Isona i Conca Dellà (Pallars Jussà) inclosa a l'Inventari del Patrimoni Arquitectònic de Catalunya.

## Descripció
Plaça major de dimensions sensiblement quadrades, d'arrel clàssica i mides petites, vorejada d'habitatges de planta baixa i dos pisos. Locals comercials a la planta baixa i vivendes a la planta, pis i golfes. Arcs de mig punt i rebaixats a la planta baixa. Finestres i balconeres de pedra i tirants de ferro als balcons. Paviment molt deteriorat i en mal esta.

## Història
Hi figura la data 1563.